# Ecuaciones de Navier-Stokes promediadas por Reynolds
Las ecuaciones de Navier-Stokes promediadas por Reynolds, también conocidas como ecuaciones RANS, son ecuaciones de movimiento para flujo de fluidos promediadas en el tiempo
. La idea que subyace a las ecuaciones es la descomposición de Reynolds, por la que una cantidad instantánea se descompone en sus cantidades promediadas en el tiempo y fluctuantes, idea propuesta por primera vez por Osborne Reynolds. Las ecuaciones de RANS se utilizan principalmente para describir  flujos turbulentos. Estas ecuaciones pueden utilizarse con aproximaciones basadas en el conocimiento de las propiedades de la turbulencia del flujo para dar soluciones aproximadas promediadas en el tiempo a las ecuaciones de Navier-Stokes.
Para un estacionario flujo de un fluido newtoniano incompresible, estas ecuaciones pueden escribirse en notación de Einstein en coordenadas cartesianas como:
{\displaystyle \rho {\bar {u}}_{j}{\frac {\partial {\bar {u}}_{i}}{\partial x_{j}}}=\rho {\bar {f}}_{i}+{\frac {\partial }{\partial x_{j}}}\left[-{\bar {p}}\delta _{ij}+\mu \left({\frac {\partial {\bar {u}}_{i}}{\partial x_{j}}}+{\frac {\partial {\bar {u}}_{j}}{\partial x_{i}}}\right)-\rho {\overline {u_{i}^{\prime }u_{j}^{\prime }}}\right].}
El lado izquierdo de esta ecuación representa el cambio en el momento medio de un elemento de fluido debido a la inestabilidad en el flujo medio y la convección por el flujo medio. Este cambio es equilibrado por la fuerza media del cuerpo, la tensión isotrópica debido al campo de presión media, las tensiones viscosas, y la tensión aparente {\displaystyle \left(-\rho {\overline {u_{i}^{\prime }u_{j}^{\prime }}}\right)} debido al campo de velocidad fluctuante, generalmente conocido como el Estrés de Reynolds. Este término de tensión de Reynolds no lineal requiere un modelado adicional para cerrar la ecuación de RANS para resolver, y ha llevado a la creación de muchos modelos de turbulencia diferentes. El operador de media temporal {\displaystyle {\overline {.}}} es un operador de Reynolds.

## Derivación de las ecuaciones de RANS
La herramienta básica necesaria para la derivación de las ecuaciones RANS a partir de las ecuaciones de Navier-Stokes instantáneas es la descomposición de Reynolds. La descomposición de Reynolds se refiere a la separación de la variable de flujo (como la velocidad {\displaystyle u}) en el componente medio (promediado en el tiempo) ({\displaystyle {\overline {u}}}) y el componente fluctuante ({\displaystyle u^{\prime }}). Dado que el operador medio es un operador de Reynolds, tiene un conjunto de propiedades. Una de estas propiedades es que la media de la cantidad fluctuante es igual a cero {\displaystyle ({\bar {u'}}=0)}. Por tanto,
{\displaystyle u({\boldsymbol {x}},t)={\bar {u}}({\boldsymbol {x}})+u'({\boldsymbol {x}},t),} donde {\displaystyle {\boldsymbol {x}}=(x,y,z)} es el vector de posición. Algunos autores prefieren utilizar {\displaystyle U} en lugar de {\displaystyle {\bar {u}}} para el término medio (ya que a veces se utiliza una sobrebarra para representar un vector). En este caso, el término fluctuante {\displaystyle u^{\prime }} se representa en su lugar por {\displaystyle u}. Esto es posible porque los dos términos no aparecen simultáneamente en la misma ecuación. Para evitar confusiones, se utilizarán las notaciones {\displaystyle u}, {\displaystyle {\bar {u}}}, y {\displaystyle u'} para representar los términos instantáneo, medio y fluctuante, respectivamente.
Las propiedades del operador de Reynolds son útiles en la derivación de las ecuaciones RANS. Utilizando estas propiedades, las ecuaciones de movimiento de Navier-Stokes, expresadas en notación tensorial, son (para un fluido newtoniano incompresible):
{\displaystyle {\frac {\partial u_{i}}{\partial x_{i}}}=0}
{\displaystyle {\frac {\partial u_{i}}{\partial t}}+u_{j}{\frac {\partial u_{i}}{\partial x_{j}}}=f_{i}-{\frac {1}{\rho }}{\frac {\partial p}{\partial x_{i}}}+\nu {\frac {\partial ^{2}u_{i}}{\partial x_{j}\partial x_{j}}}}
para llegar a 
{\displaystyle {\frac {\partial {\bar {u}}_{i}}{\partial x_{i}}}=0}
{\displaystyle {\frac {\partial {\bar {u}}_{i}}{\partial t}}+{\bar {u}}_{j}{\frac {\partial {\bar {u}}_{i}}{\partial x_{j}}}+{\overline {u_{j}^{\prime }{\frac {\partial u_{i}^{\prime }}{\partial x_{j}}}}}={\bar {f}}_{i}-{\frac {1}{\rho }}{\frac {\partial {\bar {p}}}{\partial x_{i}}}+\nu {\frac {\partial ^{2}{\bar {u}}_{i}}{\partial x_{j}\partial x_{j}}}.}
La ecuación de momento también se puede escribir como,

donde {\displaystyle f_{i}} es un vector que representa las fuerzas externas.
A continuación, cada cantidad instantánea puede dividirse en componentes fluctuantes y promediadas en el tiempo, y la ecuación resultante promediada en el tiempo,

{\displaystyle {\frac {\partial {\bar {u}}_{i}}{\partial t}}+{\bar {u}}_{j}{\frac {\partial {\bar {u}}_{i}}{\partial x_{j}}}={\bar {f}}_{i}-{\frac {1}{\rho }}{\frac {\partial {\bar {p}}}{\partial x_{i}}}+\nu {\frac {\partial ^{2}{\bar {u}}_{i}}{\partial x_{j}\partial x_{j}}}-{\frac {\partial {\overline {u_{i}^{\prime }u_{j}^{\prime }}}}{\partial x_{j}}}.}
Si se manipula más, se obtiene,
{\displaystyle \rho {\frac {\partial {\bar {u}}_{i}}{\partial t}}+\rho {\bar {u}}_{j}{\frac {\partial {\bar {u}}_{i}}{\partial x_{j}}}=\rho {\bar {f}}_{i}+{\frac {\partial }{\partial x_{j}}}\left[-{\bar {p}}\delta _{ij}+2\mu {\bar {S}}_{ij}-\rho {\overline {u_{i}^{\prime }u_{j}^{\prime }}}\right]}
donde, {\displaystyle {\bar {S}}_{ij}={\frac {1}{2}}\left({\frac {\partial {\bar {u}}_{i}}{\partial x_{j}}}+{\frac {\partial {\bar {u}}_{j}}{\partial x_{i}}}\right)} es el índice medio del tensor de deformación.

## Ecuaciones de la tensión de Reynolds
La ecuación de evolución temporal de la tensión de Reynolds viene dada por:
{\displaystyle {\frac {\partial {\overline {u_{i}^{\prime }u_{j}^{\prime }}}}{\partial t}}+{\bar {u}}_{k}{\frac {\partial {\overline {u_{i}^{\prime }u_{j}^{\prime }}}}{\partial x_{k}}}=-{\overline {u_{i}^{\prime }u_{k}^{\prime }}}{\frac {\partial {\bar {u}}_{j}}{\partial x_{k}}}-{\overline {u_{j}^{\prime }u_{k}^{\prime }}}{\frac {\partial {\bar {u}}_{i}}{\partial x_{k}}}+{\overline {{\frac {p^{\prime }}{\rho }}\left({\frac {\partial u_{i}^{\prime }}{\partial x_{j}}}+{\frac {\partial u_{j}^{\prime }}{\partial x_{i}}}\right)}}-{\frac {\partial }{\partial x_{k}}}\left({\overline {u_{i}^{\prime }u_{j}^{\prime }u_{k}^{\prime }}}+{\frac {\overline {p^{\prime }u_{i}^{\prime }}}{\rho }}\delta _{jk}+{\frac {\overline {p^{\prime }u_{j}^{\prime }}}{\rho }}\delta _{ik}-\nu {\frac {\partial {\overline {u_{i}^{\prime }u_{j}^{\prime }}}}{\partial x_{k}}}\right)-2\nu {\overline {{\frac {\partial u_{i}^{\prime }}{\partial x_{k}}}{\frac {\partial u_{j}^{\prime }}{\partial x_{k}}}}}}
Esta ecuación es muy complicada. Si se traza {\displaystyle {\overline {u_{i}^{\prime }u_{j}^{\prime }}}}, se obtiene la energía cinética de la turbulencia.
El último término {\displaystyle \nu {\overline {{\frac {\partial u_{i}^{\prime }}{\partial x_{k}}}{\frac {\partial u_{j}^{\prime }}{\partial x_{k}}}}}} es la tasa de disipación turbulenta. Todos los modelos RANS se basan en la ecuación anterior.

## Aplicaciones (modelización RANS)
Se determinó un modelo para comprobar el rendimiento que, cuando se combina con el método de la red de vórtices (VLM) o el método de los elementos límite (BEM), RANS se encontró útil para modelar el flujo de agua entre dos hélices de rotación contraria, donde VLM o BEM se aplican a las hélices y RANS se utiliza para el estado inter-hélice dinámicamente fluxante.